# Wasyl Turkowski
Wasyl Turkowski ps. Petrowycz, Pawło (ur. 1910 w okolicach Tarnopola, zm. 1 listopada 1944 w Czarnym Lesie) – działacz Organizacji Ukraińskich Nacjonalistów.
Studiował prawo na Uniwersytecie Lwowskim. Członek OUN od jej powstania w 1929. W latach 1933–1935 skazany na karę więzienia. W latach 1935–1939 był referentem propagandy Krajowej Egzekutywy OUN na Ziemiach Zachodnioukraińskich (ZUZ). Był jednym z 15 członków OUN, którzy 10 lutego 1940 w Krakowie podpisali akt utworzenia Rewolucyjnego Prowodu OUN (później OUN-B). Był jednym z organizatorów Służby Bezpeky. Uczestniczył w II Wielkim Zborze OUN w Krakowie. Wieloletni współpracownik Ołeksy Hasyna, w latach 1941-1944 referent i zastępca komendanta Służby Bezpeky w Prowodzie OUN.
W lipcu 1941 szef wydziału polityczno-śledczego w lwowskiej OUN, kierowanej przez Jewhena Wrecionę. Krajowy przewodniczący OUN, członek Rady Głównej OUN-B i referent organizacyjny Prowodu (wybrany na III Nadzwyczajnym Zborze w 1943).
Zginął w walce z NKWD w Czarnym Lesie koło Stanisławowa.